# Alan Mollohan

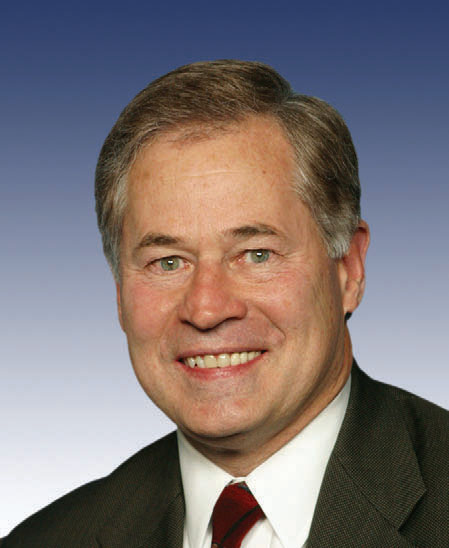
Alan Mollohan

Alan Bowlby Mollohan (* 14. Mai 1943 in Fairmont, West Virginia) ist ein US-amerikanischer Politiker. Von 1983 bis 2011 vertrat er den ersten Wahlbezirk des Bundesstaates West Virginia im US-Repräsentantenhaus.

## Werdegang
Alan Mollohan ist der Sohn des früheren Kongressabgeordneten Bob Mollohan, der den Staat West Virginia zwischen 1953 und 1983 zwei Mal im US-Repräsentantenhaus vertrat. Der jüngere Mollohan besuchte bis 1962 die Greenbrier Military School in Lewisburg. Danach studierte er bis 1966 am College of William & Mary in Williamsburg (Virginia). Nach einem Jurastudium und seiner Zulassung als Rechtsanwalt begann er ab 1970 in diesem Beruf zu arbeiten. Zwischen 1970 und 1983 gehörte er der Reserve der US-Armee an.
Wie sein Vater wurde auch Alan Mollohan Mitglied der Demokratischen Partei. In den Jahren 1968, 1972 und 1976 war er Delegierter zu den jeweiligen Democratic National Conventions. 1982 wurde er als Nachfolger seines Vaters im ersten Distrikt von West Virginia in das US-Repräsentantenhaus in Washington, D.C. gewählt. Dort trat er sein neues Mandat am 3. Januar 1983 an. Nachdem er bei den folgenden Wahlen jeweils bestätigt wurde, konnte er sein Mandat im Kongress bis zum 3. Januar 2011 ausüben. Für die Wahlen des Jahres 2010 musste er sich erstmals seit 1992 einer parteiinternen Vorwahl stellen, die er gegen Staatssenator Mike Oliverio verlor. Somit musste Mollohan im Januar 2011 aus dem Kongress ausscheiden. Oliverio traf bei der Wahl auf den Republikaner David McKinley, einen Abgeordneten im Repräsentantenhaus von West Virginia, und unterlag diesem.
Mollohan saß im Haushaltsausschuss und in drei von dessen Unterausschüssen. Er gilt als mehrfacher Millionär. Allerdings ist er nicht unumstritten – besonders, seit im Jahr 2006 Vorwürfe gegen ihn laut wurden, er habe seine Einkünfte nicht richtig angegeben. Daraufhin musste er seine Mitgliedschaft im Ethikausschuss des Hauses aufgeben. Es gab weitere Untersuchungen; Mollohan räumte Fehler ein und unterbreitete korrigierte Einkommensberichte. Im Jahr 2009 wurde ihm von der Organisation Citizens for Responsibility and Ethics in Washington (CREW) Korruption vorgeworfen.
Alan Mollohan ist mit Barbara Whiting verheiratet und lebt privat in Fairmont.